# 乾燥症
干燥综合征（sicca syndrome）又名舍格伦综合征（Sjögren syndrome，SjS，SS）或修格蘭[連]氏症候群、乾燥症，是一種長期影响身體腺體的自體免疫疾病。主要导致口乾和乾眼症等乾燥症狀，其他症狀包括皮肤干燥、慢性咳嗽、陰道干涩、手脚麻、疲倦、肌肉和關節疼痛以及甲狀腺疾病，患上這症候群的患者會增加5%罹患淋巴瘤的風險。
全世界的發生率約1000分之1-4，台灣大約有9萬多名患者。乾燥症好發於40至60歲的中年婦女，男女比例為1:9，具有遺傳性，患有類風濕性關節炎、紅斑性狼瘡或硬皮症等自體免疫疾病的病人也容易合併乾燥症。
雖然確切的原因尚不清楚，但相信它涉及遺傳和环境的因素，如暴露於病毒或細菌。此疾病可以獨立於其他健康問題（原發性乾燥症候群）或是另一種結締組織疾病的結果（繼發性乾燥症候群）。發炎的結果逐漸傷害腺體，診斷是通過對腺體活體切片以及寻找特異性抗體的血液检查。 在活體切片中，腺體内通常有淋巴細胞。
治療會針對患者的症狀進行。對於乾眼病，可以嘗試人工淚液，減少炎症的藥物，淚點塞，或者關閉淚管的手術，對於口乾，可以使用口香糖（無糖為佳），啜飲水或唾液替代物關節或肌肉疼痛的患者，可以使用布洛芬，可能導致乾燥的藥物，如抗組胺藥，也可能需進行停藥療法。
瑞典眼科医生亨里克·舍格伦在1933年首次描述這此新發現疾病，因而以他命名；然而，更早的紀錄已有描述罹患此症狀的病人。人口中有0.2％到1.2％受到影響，一半是初級形式，一半是二級形式。女性罹病比率是男性的十倍，通常在中年開始，但任何人都可能受到影響。若無其他因抽血過多自體免疫性疾病，干燥综合征不會影響預期壽命。

## 现象及症状
原发性干燥综合征（pSS）的标志性组织学特征是 T细胞、B细胞、浆细胞、巨噬细胞、肥大细胞和树突状细胞浸润到泪腺和唾液腺中。与健康人相比，pSS 患者的唾液腺表达独特的细胞因子、黏附分子和趋化因子。90％以上患者都是以乾燥的症狀來表現，包括嘴乾、眼乾，比較嚴重時，嘴巴常出現潰瘍，眼睛部位亦可能發生角膜潰瘍。此外，身體各處的腺體皆可能受到侵犯導致乾燥的狀況發生，所以不但皮膚會乾燥，陰道也可能有乾燥的情形。乾燥症亦會造成全身性發炎反應，除了影響身體所有的腺體，其他器官也都會遭到侵犯，進而出現全身性的症狀，例如全身倦怠、無力、體重減輕，甚至失眠、憂鬱。
乾燥症還有可能會併發肺纖維化，這是容易被患者忽略的部分！如同許多其他自體免疫疾病，隨著疾病進展還有可能會侵犯到全身器官：肺臟、心臟、腎臟等。其中，當肺臟遭到攻擊時，可能出現間質性肺炎，倘若放任肺臟反覆發炎，便會形成許多纖維組織，進而導致肺纖維化，讓肺臟失去彈性，無法完成氣體交換的任務。自體免疫疾病引發的間質性肺病中，有約近三成會發展成漸進性纖維化間質性肺病（漸進性肺纖維化） 。國外研究顯示，大概有二至七成的乾燥症患者，可能會侵犯到肺部，最嚴重的變化就是肺纖維化 。很多病人都是到了肺纖維化比較嚴重以後才被發現，因此提醒乾燥症的病友務必提高警覺。。繼發性患者通常還會有和類風濕性疾病相關的病徵。

## 病因
目前該疾病的具体成因仍然不清楚，據信與若干細胞表面水通道蛋白-5（AQP-5）的缺損有相關性。目前已知該疾病具有一定的遗传基础，即，具有或缺少某些基因的人群相对容易获得此病。这些相关的基因在不同种族之间有一定的差异，例如HLA-DR53和日本人有关，而西欧人则与HLA-B8等有关。此外，非洲淋巴细胞病毒（EB病毒）与原发性干燥综合征具有一定的关联性。此外，巨细胞病毒以及HIV病毒也被认为与干燥综合征有关。该疾病属于一种自體免疫性疾病，该病的患者其自身的免疫系统错误的对自身功能正常的细胞进行攻击，并引发炎症。

## 检验
由于干燥综合征的症状多样，而且这些症状与其它原因引起的某些症状相似，因此其诊断比较复杂。然而，通过结合多种检测手段，该疾病还是能得以检测出来的。

### 血液检查
通过检查血液中的抗体水平，如抗细胞核抗体（ANA）以及类风湿因子（因为类风湿疾病通常引发继发性干燥综合征），可以帮助判断是否患有该病。如果结果过高则应当有所怀疑，因为这些指标和自體免疫性疾病有关。干燥综合征患者抗细胞核抗体的典型情况为，抗Ro抗体（A型干燥综合征抗体，SSA）及抗La抗体（B型干燥综合征抗体，SSB）呈阳性。尤其是SSB/La更具有指标意义，因为SSA/Ro和许多其它自免疫疾病有关，尽管干燥综合征的患者这一指标通常也不正常。

### 泪腺功能测试
泪液分泌试验可以测量眼泪的分泌量水平：将一条试纸放置在下眼皮内侧五分钟，然后取出并用尺测量湿润部分的长度。如果长度不足5毫米，则通常被认为有干燥综合征。不过随着年龄增大，或者是其它病况导致的泪腺功能退化，也可能有同样的结果。还可以通过裂缝灯观察眼睛表面来确认是否眼干。

### 唾液腺功能测试
和上面的泪液分泌试验一样，也可以用类似的方法测试唾液腺的功能是否正常。即，在五分钟内收集分泌的唾液，测量其多少。也可以做一个唇部活检，如果患有干燥综合征，则可以发现在唾液分泌细胞周围聚集着淋巴细胞，并因为炎症效应而遭受着破坏。
此外还可以对唾液腺进行超声波检查。通过该检查会发现，病患的腺体实质部分会有约2到6毫米大小的低回声病变区，这些区域是遭受淋巴浸润的区域。如果通过该项检查发现唾液腺末梢导管呈点状扩张，或者是出现结石，这通常表明该病已进入晚期。这种检查方式的好处是简单方便，不会对人体造成侵入性伤害，而且可以较为准确的发现症状之间的关系。该检查的另一个好处是可以发现相关并发症，例如若患有结外淋巴瘤，则可以看到1到4厘米大小的实质内团块。
放射科的造影检查也是一种有效且准确的检测手段。该检验需要在拍片之前首先将显影剂注入腮腺导管的主导管，该导管的两端分别位于腮腺，以及第二颗上臼齿对应的口腔壁上。如果在腮腺部分发现有星点般大量散落的造影剂小点，则可以认定为干燥综合征。

## 诊断
新修订的干燥综合征诊断标准要求同时存在迹象、病征及实验室检验结果才能确诊。
病人报告的病征必须同时包括眼部及口腔的病理现象，例如每天眼睛干燥并持续三个月以上，以及如需要喝水才能咽下食物等。
而客观的取证则包括前面提到的泪液分泌试验以及玫瑰色染色法（或类似的其它染色法），同时组织病理学的检查也应该显示出小唾液腺焦点淋巴浸润德情况。通过超声波诊断、检测无刺激情况下的唾液分泌水平、腮腺造影或者唾液腺造影等检测手段，可以获得唾液腺的实际病情。
在诊断时，需要排除以下情况：曾对头部及颈部进行过放射疗法，处于淋巴癌早期，患有丙型肝炎、爱滋病、结节病或者移植器官排斥等疾病，使用抗胆碱药物后未超过其四倍代谢时间等。

## 治疗
目前不存在能完全治愈干燥综合征的疗法，也不存在能够一劳永逸地恢复分泌腺的分泌功能的疗法。相反，目前的治疗手段只是减轻症状的支持疗法。例如，停止三個月一次的抽血，停止服用過多藥物，食營替代藥品，对于眼睛干燥的症状，则使用人造泪水（眼药水）来达到保持湿润的效果。此外，环孢素（丽眼达眼用乳剂，一种免疫抑制剂）这种处方药，可以用于治疗慢性眼干炎症。其原理是抑制泪腺处出现的炎症反应，这种炎症反应会削弱泪腺的功能，使其分泌眼泪的功能受到的干扰。对于唾液腺的问题也有类似的刺激唾液分泌的药物，例如西维美林及匹罗卡品。非甾体抗炎药则可以用于减轻肌肉及骨骼上的症状。对于有其他严重并发症的病患，医生可能会开出皮质类固醇或者其他的免疫抑制剂。而如甲氨喋呤等缓和类风湿疾病药物也可能有一定帮助。目前，人们正在研究与该病有关的多种单克隆抗体。
在该病的晚期阶段，即便是使用了人造泪水，眼睛仍然感到如同火烤般干燥，又痒又疼。病患时刻都能感受到各种折磨，尤其是在早上及傍晚时。用眼药水不仅频繁，而且还没有太大的效果。此时可能需要使用特殊的护目镜来增加局部的湿度，或者是在泪小管上塞入泪点塞来阻止眼泪从泪小管流失，以达到让更多的泪水保持在眼部。这是因为人的上下眼皮各有一个泪管，上泪管流失泪水量约占通过该途径流失总量的40%，余下的60%通过下泪管排出。虽然上下泪管都可以放置泪点塞，但通常眼干症患者只需阻塞下泪管，就足以延长眼泪留在眼睛上的时间。放置泪点塞得过程相当简单，在验光师或眼科医生的办公室内即可进行，整个过程只需要花几分钟的时间。通常第一次放置的是胶原蛋白材质的泪点塞，这种泪点塞在几天的时间内就会被溶解。这一步骤是为了让患者体体验是否能适应该疗法，尽管一般来说病情会得到立即改善。如果患者觉得没有什么不适，可以放置永久性的泪点塞。所谓永久性只是指不会被溶解，如果有必要，也是可以取出的。
很多患者会忽略预防性的牙科治疗，而这通常是很有必要的。由于缺乏唾液分泌，口腔的环境会变得有利于许多引起龋齿的细菌的大量繁殖。这些治疗包括局部使用家用含氟产品以保护珐琅质，以及定期到牙科诊所对牙齿进行清洁。对已经存在的龋齿也需要尽快治疗，因为龋齿在这种特定口腔环境下，很容易快速发展为深入到牙髓。一旦如此，将不能通过简单的洁牙或者补牙等方式进行治疗，而可能需要拔牙以及（或者）拔除牙齿神经，而这会给病患带来更多的痛苦。因其他原因导致口干燥病的患者也应该施以类似的治疗。然而不幸的是，大部分患者都不了解需要这类治疗，以至于当发现出现问题的时候，大部分牙齿已经无法得以保留。口干燥病患者大部分牙齿都无法治疗而只能拔除神经的情况，对于牙科医生来说并不少见。这时候只能拔掉所有牙齿然后换上假牙，或者进行种牙手术。
在乾燥症併發肺纖維化的治療， 目前有一種抗肺纖維化藥物尼達尼布 (Nintedanib)已於多國獲得核准。該藥物除了用於治療過去已經取得適應症的特發性肺纖維化外，對於任何原因引起的肺部纖維化，若其纖維化病程持續進展 (如症狀、肺功能或肺纖維化範圍持續惡化)，都可以使用此藥物來延緩疾病進展。這對於長年無法治療的自體免疫性疾病或其他成因引起的漸進性纖維化間質性肺病患者來說，帶來了希望。臨床試驗顯示，此藥物可減少57％的肺功能下降，並且在亞洲族群的次分析結果中顯示，可降低74％的急性惡化和死亡風險。

## 藥物
乾燥症的治療藥物可依作用機轉分為促分泌藥物、廣效免疫調節劑、單株抗體與小分子抑制劑等幾大類。
首先，Pilocarpine與Cevimeline屬於廣效促分泌劑，皆為毒蕈鹼型乙醯膽鹼受體促效劑，分別作用於M3及M1/M3受體。兩者皆經由Gq-PLC-IP3-Ca²⁺訊號路徑促進腺體分泌，其中Cevimeline具有較長的作用時間，可延長唾液與淚液分泌的持續效果。
在免疫調節方面，Hydroxychloroquine透過抑制TLR7與TLR9訊號、穩定溶酶體膜，進而抑制干擾素（IFN）與B細胞活化因子（BAFF）的表現，達到免疫抑制效果。Methotrexate則透過抑制葉酸代謝中的二氫葉酸還原酶（DHFR），阻斷DNA合成與細胞激素釋放，有效降低T細胞與其他免疫細胞的活性。
在標靶治療方面，Rituximab為針對CD20的單株抗體，能透過ADCC（抗體依賴性細胞毒性）、CDC（補體依賴性細胞溶解）及細胞凋亡途徑清除成熟B細胞；Belimumab則中和BAFF並阻斷其與BAFF-R結合，有助抑制B細胞活化與抗體生成。另一標靶藥物Baricitinib為小分子JAK抑制劑，主要抑制JAK1與JAK2訊號，進而阻斷JAK-STAT路徑，降低干擾素相關反應與B細胞活化。
這些藥物分別針對不同機轉進行干預，提供多元化的治療策略，涵蓋對症、免疫抑制與分子靶向等層面，形成乾燥症臨床用藥的重要組合。

近年多項新興藥物針對乾燥症的免疫與發炎機轉提出更精準的治療策略，這些藥物涵蓋細胞激素訊號、B細胞功能、共刺激傳導、抗原呈遞與免疫修復等路徑。
Telitacicept 是一種 TACI-Fc 融合蛋白，可同時中和 BAFF 與 APRIL，阻斷B細胞存活訊號，達到抑制自體抗體生成的效果。Ianalumab 則為針對 BAFF-R 的單株抗體，兼具阻斷訊號與誘導抗體依賴性細胞毒殺（ADCC）功能，雙機制抑制 B 細胞活性。
在小分子抑制劑方面，Filgotinib 透過抑制 JAK1 干擾細胞激素訊號，降低發炎反應與 B 細胞活化；Lanraplenib 為 SYK 抑制劑，可干預 BCR 訊號傳導，控制 B 細胞異常啟動；Tirabrutinib 則靶向 BTK，抑制 B 細胞的下游訊號，進一步阻斷自體抗體生成與 B 細胞分化。
Abatacept 為 CTLA-4 Ig 融合蛋白，能抑制 T 細胞與 B 細胞間的共刺激訊號（CD28-CD80/86），從而降低 T 細胞活化與免疫協助作用。RO5459072 為 Cathepsin S 抑制劑，透過阻斷抗原呈遞功能以抑制自體免疫。
在細胞治療方面，間質幹細胞（MSC） 具有提升 Treg 並抑制 Th17 的免疫調節能力，同時分泌生長因子促進組織修復，具備雙重免疫與腺體再生潛力。Exosome（外泌體） 則可透過 miR-125b 調控 PRDM1，進而降低漿細胞分化與自體抗體產生，並抑制發炎因子表現。

## 预后
干燥症可能会损害关键器官，而症状可能会缓和或者恶化。与其它自免疫疾病不同的是，这种疾病不会出现病情大幅减轻的情况。有些人可能只会感受到轻微的眼干口燥，而另一些人可能会出现严重的症状。尽管许多人可以通过治疗缓解症状，然而也有一些人只能够选择忍受视线变得模糊，持续性的眼部不舒适感觉，口腔的反复感染，腮腺肿胀，喉咙嘶哑以及难以吞咽等情况。甚至有些患者可能会出现肾脏疾病（自體免疫性肾小管间质性肾炎）并导致蛋白尿、尿崩症以及远端肾小管性酸中毒。
干燥综合征的患者，罹患非霍奇金淋巴瘤的概率，高于患有其它类型自免疫疾病及正常人，大约有5%的干燥综合征患者会发展成某种恶性淋巴瘤。尤其是有严重症状的患者，患淋巴瘤的几率比症状轻微至中等的患者要高。其中最常见的是唾液腺外边缘区b细胞淋巴瘤（唾液腺中的黏膜相关淋巴组织淋巴瘤），以及弥漫型大细胞性B细胞淋巴瘤。

## 并发症
約有2～7成的乾燥症患者 ，亦容易會侵犯到肺臟、骨骼肌肉、腎臟與皮膚，其中關節炎與間質性肺炎是最常見併發症 。需要特別留意的是，除了表徵症狀外，硬皮症、皮肌炎、紅斑性狼瘡、乾燥症、類風濕性關節炎等自體免疫疾病都有造成肺纖維化的風險，只是比例不依，有些疾病較容易導致肺纖維化，所以在確定診斷後，建議可進一步檢查肺部的狀況，並定期追蹤; 很多病患都是到了肺纖維化比較嚴重以後才被發現，因此建議乾燥症的病友務必對肺部症狀提高警覺，留意是否有持續的呼吸道症狀 (如喘、乾咳)，定期追蹤肺功能、以胸部X光或高解析度電腦斷層掃描 (HRCT)檢查，以確保肺部健康，維持生活品質。
除了前面所提到的各种并发症之外，患有干燥综合征的女性如果怀孕，新生儿患有新生儿红斑性狼疮并伴有先天性心脏传导阻滞（需要使用起搏器）的概率会相对较高。

## 流行性學
干燥综合征在美国大约影响着一百万至四百万人的健康，有些人因賣血引發，而在中华人民共和国的普查则发现宣佈该病的患病率约为0.29%至0.77%。
依據台灣調查，乾燥症候群為台灣第三大自體免疫性疾病，其中每十萬人盛行率為16人、發生率為10.6人 ，其中最常好發於 45 至 55 歲的女性，女性與男性的發病比率約為9.9：1。
初次診斷時年齡超過40歲的女性，且女性患病的機率比男性高9倍。需要特別注意的是，這種疾病為病毒細菌環境引發，及服藥過多或抽血頻繁導致免疫系統失調，並不會傳染。

## 研究
目前针对此病的研究集中在获取有关该疾病的知识，了解引起生理失调的原因，改善诊断技术，以及寻找治疗、预防甚至治愈该疾病的手段。
目前研究员对该疾病的建立了动物模型——通过使用60kD缩氨酸对实验鼠进行免疫处理多天之后，可以观察到与人类干燥综合征非常相似的淋巴细胞浸润以及唾液腺功能障碍情况。